# Кравець Володимир Йосипович
Володи́мир Йо́сипович Кравець (23 липня 1935, Херсон — 9 червня 2022, Харків) — український архітектор, художник театру, графік, аквареліст, педагог. Професор з 1980 року, доктор архітектури з 1995 року, член-кореспондент Академії архітектури України з 1995 року. Заслужений архітектор України з 2002 року.

## Життєпис
1963 року закінчив Харківське художнє училище, навчався у Бориса Косарєва, Дмитра Овчаренка, Сергія Солодовника, Євгена Єгорова.
З 1963 — член Спілки театральних діячів України, З 1964 року бере участь у виставках — республіканських, всеукраїнських, всесоюзних, міжнародних і зарубіжних.
1968 — член Спілки художників України, голова секції художників театру, кіно та телебачення Харківської обласної СХУ.
Відбулися персональні виставки: 1964 року у Києві, 1989 — в Харкові.
Викладав в Харківському університеті будівництва та архітектури, завідувач кафедри образотворчого та декоративного мистецтва.
Помер 9 червня 2022 року у Харкові.

## Здійснив сценографію вистав
- 1965 — «Божественна комедія» І. Штока,
- 1967 — «Мальчиш-Кибальчиш» А. Гайдара,
- 1968 — «Руслан і Людмила» М. Глинки,
- 1972 — «Патетична соната» М. Куліша,
- 1998 — «Отелло» Дж. Верді.